# Isla Exposición
La Isla Exposición es una isla de Honduras en el Golfo de Fonseca, Islas del Golfo (Honduras), del Océano Pacífico, relacionada con la actividad volcánica del Arco volcánico centroamericano.

## Playas
Playas de Isla Exposición:
- Playa sin nombre {13°19′47.8″ N 87°40′27.8″ O} (al este de Punta El Molino)
- Playa de La Menuda
- Playona de Exposición
- Playa del Coyol
- Playa de 13°18′55.5″ N 87°40′59.3″ O (sin nombre)
- Playa del Muerto
- Playa del Papayal
- Las Ahogadas

## Puntas o cabos
Puntas o cabos de Isla Exposición:
- Punta Norte: Punta El Molino
- Punta Sur: Punta El Peñón
- Puntas Noreste: Punta Copalillo
- Punta de Playa de La Melona: Vuelta de la lechuza y Punta La Melona